# Минин, Сергей Алексеевич
Серге́й Алексе́евич Ми́нин (29 января 1951, Свердловск — 7 мая 1984, Нижний Тагил, Свердловская область) — советский автор-исполнитель (бард), поэт, музыкант.

## Биография
Родился 29 января 1951 года в Свердловске.
Окончил среднюю школу № 2 Свердловской железной дороги. Стихи и песни начал писать в 15 лет. Публиковался в школьном самиздате «Сермяжная правда» вместе со своими одноклассниками Геннадием Переваловым и редактором издания Владимиром Вишнёвым.
Отслужив в Армии (Группа советских войск в Германии), Сергей Минин в 1973—1975 годах был участником ансамбля «VOX» Свердловского медицинского института (лидер — А. Сергеев, ныне доктор медицинских наук, профессор, зав. кафедрой микробиологии УГМУ), где исполнял и песни собственного сочинения. Студентом он не являлся. В это же время в институте выступали авторы-исполнители В. Струганов, Ю. Хейфец.
В 1974 году Сергей Минин, женившись, переехал в Нижний Тагил. Работал наладчиком холодильных установок, с 1979 года — электромехаником на пассажирских поездах. Был членом нижнетагильского литературного объединения при газете «Тагильский рабочий» (рук. И. П. Комова). Печатался в «Тагильском рабочем», журнале «Урал», альманахе «Истоки» (Москва). По приглашению областного отделения Союза писателей России принимал участие в семинарах молодых писателей. Также являлся участником нижнетагильского КСП «Зеленая лампа». Хорошая техника игры на шестиструнной акустической гитаре выгодно отличала Сергея Минина от большинства других бардов. Благодаря Сергею, авторская песня получила признание в Нижнем Тагиле.
Умер (покончил с собой) 7 мая 1984 года. Похоронен на Западном кладбище Екатеринбурга.

## Творчество
Сергей Минин — один из самых известных уральских бардов. Знатоки авторской песни по значимости и масштабу ставят его в один ряд с такими выходцами с Урала, как А. Дольский и О. Митяев. Он лауреат Московского областного фестиваля авторской песни (1981), ряда региональных фестивалей. Автор более 120 песен. Его «Посвящение КСП» и «Звонарь» стали гимнами бардов страны. С авторскими концертами выступал в Перми, Свердловске, Берёзовском, Нижнем Тагиле, Челябинске. После смерти издано несколько компакт-дисков с песнями С. Минина.

## Память
Организованный в 1982 году Нижнетагильским горкомом ВЛКСМ ежегодный фестиваль самодеятельной песни в поселке Антоновский, с 1984 года носит имя Сергея Минина. В 2002 году фестивалю присвоен статус областного, однако по сути он является всероссийским, так как география участников и гостей выходит далеко за пределы Уральского региона.

## Семья
Жена — Маргарита, есть дочь.